# Pastore (vescovo di Asti)
Pastore (fl. V secolo) è stato un vescovo romano, vescovo di Asti nel V secolo.

## Biografia
In quasi tutti gli studi sulla diocesi di Asti, Pastore viene indicato come il primo vescovo di cui esista memoria certa ed accreditata.
Presenziò nel 451 a un Concilio provinciale presso la sede di Milano.
La sua firma compare nella lettera sinodica con cui l'arcivescovo di Milano Eusebio, in collegialità con tutti i vescovi della provincia ecclesiastica, accettarono le nuove disposizioni di papa Leone Magno sulle due "nature" del Cristo redatte in una lettera a Flaviano, patriarca di Costantinopoli il 13 giugno 449.